# Marin Marais
Marin Marais (París, 31 de maig de 1656 - 15 d'agost de 1728) va ser un violagambista i compositor, deixeble de Jean-Baptiste Lully i de Jean de Sainte-Colombe. El 1676 va ser contractat com a músic de la cort de Lluís XIV de França. Va destacar en aquest lloc, i el 1679 va ser nomenat ordinaire de la chambre du roi pour la viole, títol que va conservar fins al 1725.
Va ser un destacat intèrpret de la viola de gamba i un dels compositors més notables per a l'esmentat instrument. Va escriure cinc llibres de Pièces de viole, la majoria suites amb baix continu. Aquestes peces eren bastant populars a la cort, i per elles va ser recordat per molt temps, així se'l considera "el que va fundar i va establir fermament l'imperi de la viola" (Hubert le Blanc, 1740). El seu catàleg d'obres inclou també òperes, potser la més coneguda és Alcyone (1706) per la seva escena de la tempesta. Existeix una edició integral de les peces de viola, publicada per Éditions J.M. Fuzeau.
És el personatge principal del film Tous les matins du monde (1991), que és una ficció sobre la vida de Monsieur de Sainte-Colombe i Marais. La música d'aquest últim s'utilitza en gran part en la banda sonora de la pel·lícula. La peça Sonnerie de Ste-Geneviève du Mont-de-Paris (1723) apareix en aquest film i en versió electrònica, al film Liquid Sky de Slava Tsukerman.

## Biografia
Marin Marais va néixer en una família modesta: els seus pares eren Vincent Marais, sabater, i Catherine Bellanger. Va ser batejat a París el 31 de maig de 1656, data possible però incerta del seu naixement (Évrard Titon du Tillet dona com a data de naixement el 31 de maig); només el germà de Vincent, un sacerdot, és d'un entorn social superior.
L'any 1667, Marin Marais esdevé un nen de cor, és a dir, un nen format per cantar al cor (compost per coristes professionals) annex a l'església de Saint-Germain-l'Auxerrois. Allà va conèixer Michel Richard Delalande (també corista) i Jean-François Lalouette (vicari, doncs cantor -és a dir corista- substitut). Als 16 anys, va abandonar el cor de Saint-Germain-l'Auxerrois perquè la seva veu havia canviat. Vol tornar a la cort i vol millorar amb "Monsieur de Sainte-Colombe" el pare, a la viola baixa, un instrument que va aprendre a tocar durant la seva formació com a corista. Sainte-Colombe, potser sentint-se amenaçat pel gran talent del jove músic, li va dir al cap de sis mesos que no li podia ensenyar res més. Titon du Tillet informa que Marin Marais s'hauria amagat aleshores sota l'estudi instal·lat en una morera del jardí de Sainte-Colombe per intentar desvelar els secrets d'aquest mestre, però aquest l'hauria descobert i expulsat al cap d'un temps.
Marais es va incorporar llavors a l'orquestra de la Académie royale de musique (l'Òpera de París) dirigida per Lalouette, potser gràcies a la seva influència. El director (i creador) de la Académie royale de musique era aleshores Lully, també mestre de música del rei Lluís XIV.
El 1676, Marin Marais es va casar amb Catherine d'Amicourt amb qui aleshores va tenir (segons Titon du Tillet) dinou fills; dels quals se n'ha trobat el rastre de tretze nens; en tot cas, l'últim fou Jérôme, per a qui probablement fou escrita l'obra Le tombeau pour Marais le Cadet. Marin Marais va obtenir l'any 1679 un càrrec de "violer a la música de cambra" del rei (els músics de la cambra eren els responsables de la música profana a la cort). Després va compaginar aquesta responsabilitat amb una carrera com a músic a l'Òpera durant quaranta anys.
Va ser l'any 1685 quan Marin Marais va començar a escriure peces per a la viola; va aparèixer un primer llibre el 1686. Va ser aquest mateix any que es va comprometre a escriure lIdil dramàtic per a l'escenari, que va tenir un gran èxit però del qual només se n'ha trobat el llibret.
Després de la mort de Jean-Baptiste Lully, que va donar als compositors més llibertat per fer tocar les seves obres, Marais va escriure Alcide (libret de Jean Galbert de Campistron), en col·laboració amb Louis Lully (fill gran de Jean-Baptiste), que es va interpretar el 1693. amb gran èxit.

Paral·lelament, actua com a violista amb altres músics de la cort, amb Lluís XIV però també amb el seu seguici el (duc de Borgonya, madame de Montespan, madame de Maintenon, etc.). En una carta de 1696, és en aquests termes que l'abbé Coulanges informa a Madame de Sévigné sobre una d'aquestes sessions musicals:
| « | "Els joves, per divertir-se, ballaven les cançons, que actualment són molt utilitzades a la Cort. Tocava qui volia, i qui volia també escoltava el preciós concert de Vizé (llaütista Robert de Visée), Marais, (René) Descoteaux i Philibert (Rébillé). Després d'això, es va fer la mitjanit i es va celebrar el matrimoni a la capella de l'Hôtel de Créquy." | » |

 Un llibre publicat l'any 1692, Peces en trio per a flautes, violins i superiors de viola, mostra el repertori utilitzat per Marais per a aquests concerts a la cort.
L'any 1701, Marais va ser requerit per dirigir una cerimònia molt gran en pro de la curació del delfí, que aplegà dos-cents cinquanta músics i cantants, durant la qual -entre d'altres peces- es van interpretar dos dels seus motets: Domine salvum fac regem ("Déu salva el rei") i un altre del qual es desconeix el títol.
Després d'aquesta important actuació, va esdevenir director permanent de l'Òpera cap al 1704. També va escriure Alcyone, una tragèdia musical (interpretada el 1706) que també va tenir un gran èxit.
Després va viure un període menys pròsper amb el fracàs de Sémélé, que va ser la seva darrera obra lírica. A més, nous i brillants violistes van arribar a desafiar la seva supremacia com a violista i compositor: Louis de Caix d'Hervelois i sobretot Antoine Forqueray.
El 1708, Marais va demanar i va obtenir que el seu fill gran, Vincent, reprengués el seu càrrec de violista del rei. No obstant això, va continuar interpretant a la cort fins a la mort de Lluís XIV, després de la qual es van limitar les seves activitats. També seguí ensenyant i practicant el seu instrument, i vivint sense problemes econòmics.
Un any després de la seva filla gran, el 4 d'agost de 1727, va morir el 15 d'agost de 1728. Va ser enterrat a l'antiga església de Saint-Hippolyte de París, destruïda el 1807.

## Obra

### Instrumental
Peces per viola de gamba

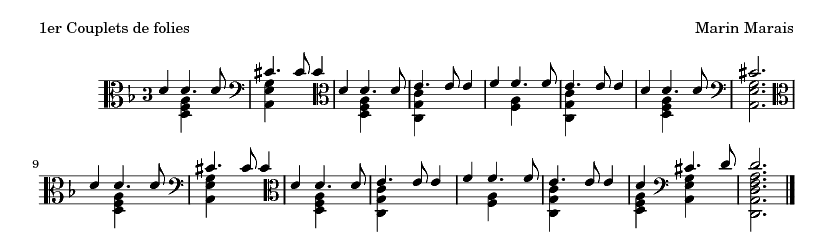
Viola part del primer vers de les Folies d'Espagne del segon llibre de peces per a viola de Marin Marais per a viola da gamba i baix continu

Il écrivit près de six cents pièces pour viole, réparties en cinq livres, chacun comprenant, entre autres, une quarantaine de suites, avec parfois des pièces de caractère comme le Tombeau pour Monsieur de Sainte-Colombe, le Tombeau pour Monsieur de Lully, Le Tableau de l'Opération de la Taille, etc.
- Pièces à une et à deux violes, Premier livre (1686)
- Basses continues des pièces à une et deux violes avec une augmentation de plusieurs pièces particulières en partition (1689)
- Deuxième livre de pièces de viole (Marin Marais) (1701)
- Pièces de viole, Troisième livre (1711)
- Pièces à une et à trois violes, Quatrième livre (1717)
- Pièces de viole, Cinquième livre (1725)

#### Pièces en trio
Le musicien est l'un des premiers, en France, à avoir écrit des pièces en trio :
- Pièces en trio pour les flûtes, violons et dessus de viole avec la basse continue (1692) ;
- La Gamme et autres morceaux de symphonie pour le violon, la viole et le clavecin (1723) dont la Plantilla:3e pièce est la célèbre Sonnerie de Sainte-Geneviève du Mont de Paris.

## Obra
Més de 600 peces per a viola, repartides en cinc llibres.
- Pièces à une et à deux violes (peces a una i dues violes) (1686)
- Basses continues des pièces à une et deux violes avec une augmentation de plusieurs pièces particulières en partition (baix continu de peces d'una i dues violes, a més de peces en parts separades) (1689)
- Pièces pour violes, Deuxième livre (segon llibre de peces de viola) (1701)
- Pièces pour viole, Troisième livre (tercer llibre) (1711)
- Pièces à une et à trois violes, Quatrième livre (quart llibre amb peces a una i tres violes) (1717)
- Pièces pour viole, Cinquième livre (cinquè llibre) (1725)

Les peces per a trio. És un dels primers compositors francesos que aborda el gènere:
- Pièces en trio pour les flûtes, violons et dessus de violi avec la basse continue (trios de flautes, violí, viola i sota continu) (1692)
- La Gamme et autres morceaux de symphonie pour le violon, la viole et le clavecin (1723)

Les tragèdies en música (o òperes)
- Alcide (1693) (en col·laboració amb Louis Lully)[4]
- Ariane et Bacchus (1696)[3]
- Alcyone (1706)[3]
- Sémélé (1709)[3]

## Posteritat
Homenatges
L'asteroide del cinturó principal (12363) Marinmarais, descobert el 9 d'octubre de 1993, fou batejat en honor del compositor.
El 22 d'octubre de 2006, en ocasió del primer festival Marin Marais, creat per celebrar el 350è aniversari del seu naixement, es va descobrir una placa commemorativa a l'església Saint-Médard de París, on Marin Marais fou batejat el 31 de maig de 1656, data que se suposa que és el seu dia de naixement.
El 15 d'octubre de 2011, el conservatori intercomunal de música de Les Sables-d'Olonne inaugura els seus nous locals i passa a anomenar-se conservatori de música Marin-Marais.
Èmfasi en el compositor en obres no musicals
- 1987 : La Leçon de musique, assaig de Pascal Quignard, éditions Gallimard.
- 1991 : Tous les matins du monde, novel·la de Pascal Quignard, éditions Gallimard.
- 1991 : Tots els matins del món, pel·lícula d'Alain Corneau, segons la novel·la de Pascal Quignard. El paper de Marin Marais jove és interpretat per Guillaume Depardieu; el del músic gran és interpretat per Gérard Depardieu, mentre que Jean-Pierre Marielle fa de Monsieur de Sainte-Colombe.

## Iconografia
- Portrait par André Bouys (1704), illustré ici.
- Portrait par Jean Dieu de Saint-Jean, conservé au musée du château de Blois.

## Discografia
Música de cambra
- Pièces de Viole du Second Livre (1701) extraits, Jordi Savall, basse de viole, Anne Gallet, clavecin, Hopkinson Smith, théorbe, 1 LP et 1 CD Astrée-Auvidis 1976-1989
- Pièces de Viole du Quatrième Livre (1717) extraits, Jordi Savall, basse de viole, Ton Koopman, clavecin, Hopkinson Smith, guitare baroque et théorbe, 1 LP et 1 CD Astrée-Auvidis 1977-1987
- Pièces à Deux Violes du Premier Livre (1686) extraits, Jordi Savall, basse de viole, Christophe Coin, basse de viole, Ton Koopman, clavecin, Hopkinson Smith, théorbe, 1 LP et 1 CD Astrée-Auvidis 1979-1989
- Pièces de Viole du Cinquième Livre (1725) extraits, Jordi Savall, basse de viole, Ton Koopman, clavecin, Hopkinson Smith, théorbe et Jean-Michel Damian, récitant, 1 CD Astrée-Auvidis 1987
- Pièces de Viole du Troisième Livre (1711) extraits, Jordi Savall, basse de viole, Ton Koopman, clavecin, Hopkinson Smith, théorbe et guitare, 1 CD Astrée-Auvidis 1992
- Trios pour le coucher du Roi, Ricercar Consort, Philippe Pierlot, viole et direction. 2 CD Ricercar 1998 - report 2020. Diapason d'or
- A la Marésienne, Sonate à la marésienne et Sonnerie de Sainte-Geneviève, ensemble Nouvelles Voix, Ronald Martin Alonso, Olivier Briand, Jennifer Vera, 1 CD K.617, 2007.
- Les Folies Humaines, Pièces de viole des deuxième, quatrième et cinquième livres, Ronald Martin Alonso, viole de gambe, 1 CD Vedado Musica, 2015.
- Premier Livre de Pièces de viole, (intégrale, 1686), L'Achéron, François Joubert-Caillet, viole de gambe. 4 CD Ricercar 2016 - 2017. Diapason d'or. Choc Classica
- Deuxième Livre de Pièces de viole, (intégrale, 1701), L'Achéron, François Joubert-Caillet, viole de gambe. 5 CD Ricercar 2019. Diapason d'or. Choc Classica
- Troisième Livre de Pièces de viole, (intégrale, 1711), L'Achéron, François Joubert-Caillet, viole de gambe. 4 CD Ricercar 2021.
- Quatrième Livre de Pièces de Violes, (intégrale, 1717), L'Achéon, François Joubert-Caillet, viole de gambe. 4 CD Ricercar 2021.

### Tragédies en musique
- Alcyone, Tragédie en musique, Jennifer Smith, Gilles Ragon, Philippe Huttenlocher, Vincent Le Texier, Véronique Gens, Les Musiciens du Louvre, direction Marc Minkowski, 3 CD Erato 1990
- Alcyone, Suites des Airs à joüer (1706), Le Concert des Nations, direction Jordi Savall, 1 CD Astrée-Auvidis 1994
- Sémélé, Tragédie en musique, Shannon Mercer, Bénédicte Tauran, Jaël Azzaretti, Marc Labonnette, Le Concert Spirituel, direction Hervé Niquet, 2 CD Glossa 2007. Le Diamant magazine Opéra, 10 de Classica, Diapason découverte.
- Sémélé, Ouvertures et Danses, Montréal Baroque, direction Wieland Kuijken, 1 SACD Atma baroque 2006
- Ariane et Bacchus (1696), Suite d'orchestre, The Versailles Revolution, Indiana Baroque Orchestra, direction Barthold Kuijken, 1 CD Naxos 2018
- Alcyone, Tragédie en musique, Lisandro Abadie, Marc Mauillon, Cyril Auvity, Le Concert des Nation, dir Jordi Savall, 3 SACD Alia Vox 2020.

## Annexes
Bibliografia
- Fayard. Marin Marais, 1992, p. 286. ISBN 2213027773. OCLC 925059943..
- Jonathan Dunford et Pierre-Gilles Girault, « Un portrait du musicien Marin Marais par Jean Dieu de Saint-Jean au musée du château de Blois », Cahiers du château et des musées de Blois, n°|37, date-|décembre 2006-date-|juin 2007, p.|14–21.
- Patrick Dauvin, Marin Marais : musicien du roy, compositeur, Les Amis de Verneuil, 2017, 36 p. ISBN 978-2-918625-69-8